# Lední hokej na Asijských zimních hrách 1986
Hokejový turnaj v rámci Asijských zimních her 1986 se konal od 1. do 8. března 1986 v halách Makomanai a Cukisamu v Sapporu v Japonsku. Turnaje se zúčastnila čtyři mužstva, která spolu hrála v jedné skupině každé s každým dvakrát. Vítězství si připsali hráči Číny před domácími hráči Japonska a hráči Jižní a Severní Koreje.

## Výsledky a tabulky
|    |               | Čína     | Japonsko   | Jižní Korea | Severní Korea | V | R | P | VG | OG | B  |
| 1. | Čína          | ***      | 4:1, 4:4   | 6:0, 9:2    | 7:1, 8:1      | 5 | 1 | 0 | 38 | 9  | 11 |
| 2. | Japonsko      | 1:4, 4:4 | ***        | 20:1, 10:2  | 10:1, 10:2    | 4 | 1 | 1 | 56 | 13 | 9  |
| 3. | Jižní Korea   | 0:6, 2:9 | 1:20, 2:10 | ***         | 2:1, 4:3      | 2 | 0 | 4 | 11 | 49 | 4  |
| 4. | Severní Korea | 1:7, 1:8 | 1:10, 2:10 | 1:2, 3:4    | ***           | 0 | 0 | 6 | 8  | 42 | 0  |